# Exszikkátor
Az exszikkátor egy laboratóriumi edény, melyben szárítószer van. A tárolóedényével együtt belehelyezett kis nedvességtartalmú minta szárítására szolgál, vagy a higroszkópos, illetve nedvszívó minták megóvására a nedvességtől.
A szó a latin ex- (ki-) és siccare (kiszárítani) szóból származik.
Az exszikkátor teteje és teste síkcsiszolattal kapcsolódnak egymáshoz. Nyitott állapotban légköri nedvesség van benne, így ha sokáig nyitott állapotban hagyjuk, a szárítószer tönkremehet. Nem alkalmas olyan anyagok szárítására, amelyek hirtelen és hevesen reagálnak a légköri nedvességgel, mivel az exszikkátoron belül zárt állapotban is van egy kis nedvesség. Léteznek vákuum-exszikkátorok is, melyek tetején vákuumcsatlakozó van.
Az exszikkátorokban legelterjedtebben használt szárítószer a szilikagél. Rendszerint valamilyen kobaltsóval színezik, így látható, hogy mikor szükséges regenerálni. (A kobaltsó vízmentes állapotban kék, nedvesség megkötésével rózsaszínné válik.)

## Laboratóriumi használat

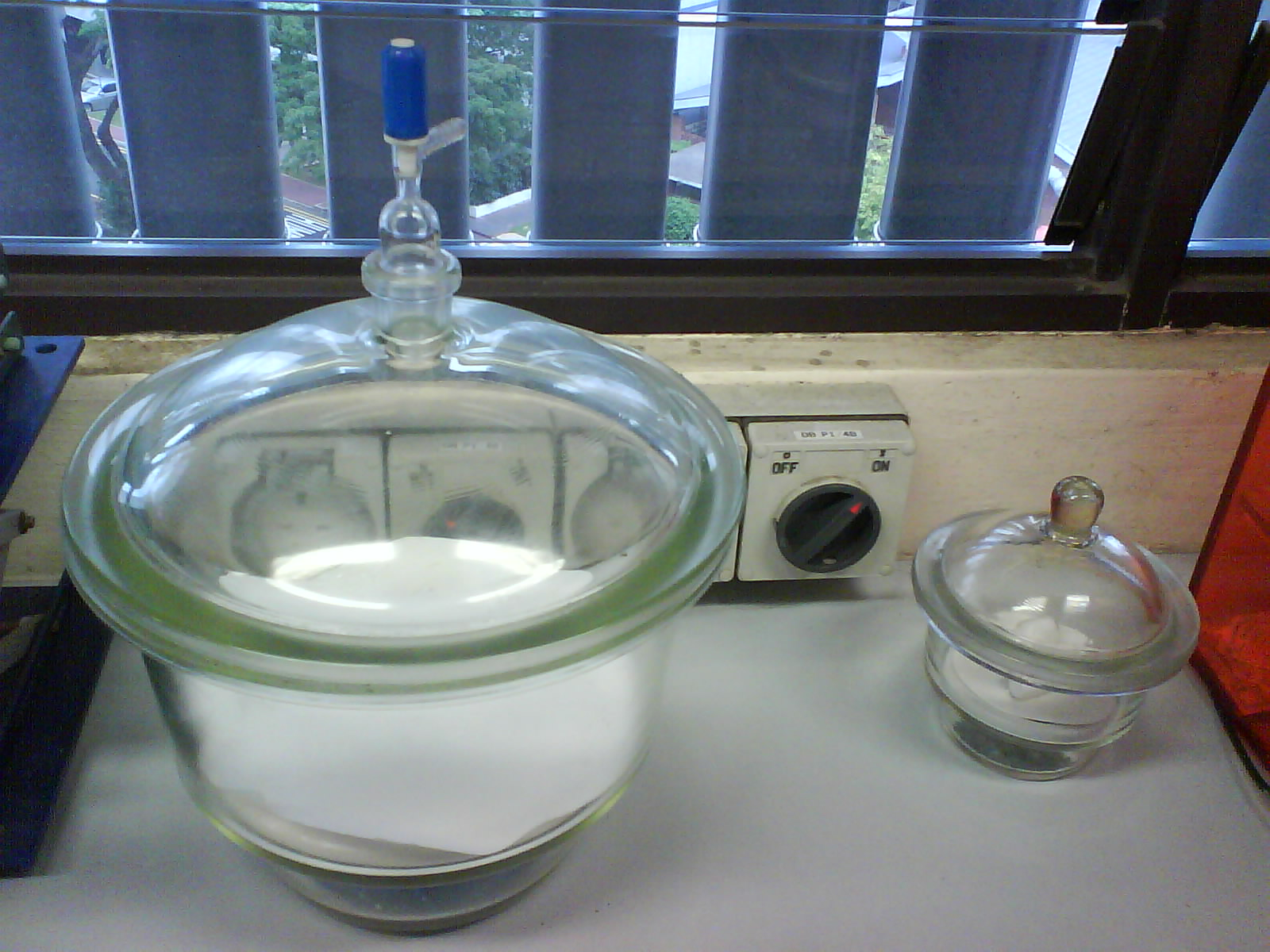
Egy exszikkátor (jobbra) és egy vákuum-exszikkátor (balra). A vákuum-exszikkátor tetején levő vákuumcsatlakozón mindig van csap. Szárítószerként kék szilikagélt használunk (kobaltsót tartalmaz).

A laboratóriumi gyakorlatban használt exszikkátorok leggyakrabban hengeres kivitelezésűek, és vastagfalú üvegből készültek. Általában van bennük egy kivehető lap, melyre rá lehet helyezni a szárítandó szert a tárolóedényében. A szárítószerek sok fajtáját különböztetjük meg elsősorban a szárítandó anyag fajtája szerint. A szárítószereket az exszikkátor lapja alá helyezzük.
A vákuum-exszikkátorok használatakor az exszikkátor síkcsiszolatát vákuumzsírral kell megkenni. Ajánlott az exszikkátor testét és fedelét az evakuálás (vákuum bekapcsolása) előtt egymáshoz rögzíteni. Ezzel csökkenthető egy esetleges robbanás veszélyessége, ami a vákuum rákapcsolása után következhet be olyan helyeken, ahol az üvegfal meggyengült.